# 종한
종한(1997년 8월 7일 ~)은 대한민국의 가수다. 2021년 싱글 《샌드백 (Sandbag)》으로 데뷔했다.

## 방송
- 청춘스타 (2022) - Top7(6위)

## 음반
- 샌드백 (Sandbag) (2021)
- 우산이 하나뿐인데 (Rainy Day) (2021)
- 환절기 (Early October) (2021)
- 애.정.너 (Indecisive Me) (2021)
- DON'T (2021)
- 서울체크인 OST Part 9 (2022)
- 청춘스타 Part5 (2022)
- 청춘스타 Part7 (2022)
- 청춘스타 Part11 (2022)
- 청춘스타 Part12 (2022)
- One Voice (2022)
- 걸 (2023)
- Cheese (2023)

## 작사/작곡/편곡
- 양요섭 <Body & Soul> (2021) - 작곡
- 더보이즈 <Hypnotized> (2021) - 작사
- 나윤권 <오늘이 지나면> (2022) - 작사, 작곡
- VERIVERY <모든 순간들의 널 축하해 (Candle)> (2022) - 작사, 작곡, 편곡
- 미연 <Charging (Feat. JUNNY)> (2022) - 작곡
- Anne-Marie, 민니((여자)아이들) Expectations (2023) - 작곡
- KISS OF LIFE<Bad News> (2023) - 작사, 작곡
- 영재 <Deal> (2023) - 작사, 작곡
- dress <That's why> - 작사
- 황민현 <Lullaby> - 작곡
- 영재 <T.P.O> (2024) - 작사, 작곡

## 피처링
- 미노이 <우리사랑을만들어> (2021)
- 고닥 <우리는 모두 어른이 될 수 없었다> (2021)
- 미니트(Minit) <Drive Mode> (2023)
- dress <That's why> (2024)